# Campionati svizzeri di sci alpino 2006
I Campionati svizzeri di sci alpino 2006 si sono svolti a Sankt Moritz dal 22 al 26 marzo. Il programma ha incluso gare di discesa libera, supergigante, slalom gigante, slalom speciale e combinata, tutte sia maschili sia femminili.
Oltre agli sciatori svizzeri, hanno potuto concorrere al titolo anche gli sciatori di nazionalità liechtensteinese, mentre gli atleti delle altre federazioni, pur prendendo parte alle competizioni, potevano ottenere solo prestazioni valide ai fini del punteggio FIS.

## Risultati

### Uomini

#### Discesa libera
| Pos. | Atleta                   | Nazione       | Tempo   |
| ---- | ------------------------ | ------------- | ------- |
| 1    | Didier Cuche             | Svizzera      | 1:32,94 |
| 2    | Didier Défago            | Svizzera      | 1:33,16 |
| 3    | Marco Büchel             | Liechtenstein | 1:33,66 |
| 4    | Tobias Grünenfelder      | Svizzera      | 1:33,86 |
| 5    | Bruno Kernen             | Svizzera      | 1:33,88 |
| 6    | Sébastien Fournier-Bidoz | Francia       | 1:34,20 |
| 7    | Jürg Grünenfelder        | Svizzera      | 1:34,25 |
| 8    | Ralf Kreuzer             | Svizzera      | 1:34,27 |
| 9    | Andreas Nadig            | Svizzera      | 1:34,47 |
| 10   | Michael Bonetti          | Svizzera      | 1:34,54 |

Data: 22 marzo

#### Supergigante
| Pos. | Atleta              | Nazione       | Tempo   |
| ---- | ------------------- | ------------- | ------- |
| 1    | Tobias Grünenfelder | Svizzera      | 1:19,92 |
| 2    | Didier Cuche        | Svizzera      | 1:20,00 |
| 3    | Ralf Kreuzer        | Svizzera      | 1:20,25 |
| 4    | Marco Büchel        | Liechtenstein | 1:20,29 |
| 5    | Bruno Kernen        | Svizzera      | 1:20,33 |
| 6    | Daniel Albrecht     | Svizzera      | 1:20,37 |
| 7    | Silvan Zurbriggen   | Svizzera      | 1:20,62 |
| 8    | Jürg Grünenfelder   | Svizzera      | 1:20,75 |
| 9    | Cornel Züger        | Svizzera      | 1:21,02 |
| 10   | Bernhard Matti      | Svizzera      | 1:21,07 |

Data: 23 marzo

#### Slalom gigante
| Pos. | Atleta              | Nazione  | Tempo   |
| ---- | ------------------- | -------- | ------- |
| 1    | Marc Gini           | Svizzera | 2:29,58 |
| 2    | Marc Berthod        | Svizzera | 2:30,79 |
| 3    | Tobias Grünenfelder | Svizzera | 2:30,97 |
| 4    | Didier Cuche        | Svizzera | 2:31,22 |
| 5    | Wolfgang Hörl       | Austria  | 2:31,38 |
| 6    | Sandro Viletta      | Svizzera | 2:31,49 |
| 7    | Bernhard Matti      | Svizzera | 2:31,50 |
| 8    | Carlo Janka         | Svizzera | 2:31,56 |
| 9    | Ralf Kreuzer        | Svizzera | 2:31,74 |
| 10   | Didier Défago       | Svizzera | 2:31,76 |

Data: 25 marzo

#### Slalom speciale
| Pos. | Atleta          | Nazione   | Tempo   |
| ---- | --------------- | --------- | ------- |
| 1    | Marc Gini       | Svizzera  | 1:26,95 |
| 2    | Marc Berthod    | Svizzera  | 1:27,26 |
| 3    | Martin Marinac  | Austria   | 1:27,51 |
| 4    | Sandro Viletta  | Svizzera  | 1:27,65 |
| 5    | Kurt Engl       | Austria   | 1:27,93 |
| 6    | Urs Imboden     | Svizzera  | 1:28,01 |
| 7    | Patrick Bechter | Austria   | 1:28,02 |
| 8    | Beat Feuz       | Svizzera  | 1:28,11 |
| 9    | Jono Brauer     | Australia | 1:28,13 |
| 10   | Wolfgang Hörl   | Austria   | 1:28,17 |

Data: 26 marzo

#### Combinata
| Pos. | Atleta       | Nazione  |
| ---- | ------------ | -------- |
| 1    | Marc Berthod | Svizzera |
| 2    | Beat Feuz    | Svizzera |
| 3    | Carlo Janka  | Svizzera |

### Donne

#### Discesa libera
| Pos. | Atleta               | Nazione  | Tempo   |
| ---- | -------------------- | -------- | ------- |
| 1    | Nadia Styger         | Svizzera | 1:37,49 |
| 2    | Fränzi Aufdenblatten | Svizzera | 1:38,13 |
| 3    | Catherine Borghi     | Svizzera | 1:38,35 |
| 4    | Monika Dumermuth     | Svizzera | 1:38,44 |
| 5    | Dominique Gisin      | Svizzera | 1:38,59 |
| 6    | Sylviane Berthod     | Svizzera | 1:38,69 |
| 7    | Martina Schild       | Svizzera | 1:38,74 |
| 8    | Andrea Dettling      | Svizzera | 1:38,80 |
| 8    | Denise Feierabend    | Svizzera | 1:39,04 |
| 10   | Karin Hess           | Svizzera | 1:39,18 |

Data: 22 marzo

#### Supergigante
| Pos. | Atleta               | Nazione  | Tempo   |
| ---- | -------------------- | -------- | ------- |
| 1    | Nadia Styger         | Svizzera | 1:23,38 |
| 2    | Fränzi Aufdenblatten | Svizzera | 1:24,40 |
| 3    | Kathrin Fuhrer       | Svizzera | 1:24,72 |
| 4    | Dominique Gisin      | Svizzera | 1:24,83 |
| 5    | Tamara Wolf          | Svizzera | 1:25,28 |
| 6    | Andrea Dettling      | Svizzera | 1:25,43 |
| 7    | Monika Dumermuth     | Svizzera | 1:25,45 |
| 8    | Sylviane Berthod     | Svizzera | 1:25,46 |
| 9    | Martina Schild       | Svizzera | 1:25,47 |
| 10   | Karin Hess           | Svizzera | 1:25,56 |

Data: 23 marzo

#### Slalom gigante
| Pos. | Atleta               | Nazione       | Tempo   |
| ---- | -------------------- | ------------- | ------- |
| 1    | Tina Weirather       | Liechtenstein | 2:03,63 |
| 2    | Aita Camastral       | Svizzera      | 2:03,67 |
| 3    | Andrea Dettling      | Svizzera      | 2:03,82 |
| 4    | Fränzi Aufdenblatten | Svizzera      | 2:03,83 |
| 5    | Eva-Maria Brem       | Austria       | 2:03,84 |
| 6    | Regina Mader         | Austria       | 2:04,50 |
| 7    | Chemmy Alcott        | Regno Unito   | 2:04,57 |
| 8    | Miriam Gmür          | Svizzera      | 2:04,58 |
| 9    | Pascale Berthod      | Svizzera      | 2:04,61 |
| 10   | Sandra Gini          | Svizzera      | 2:05,09 |

Data: 26 marzo

#### Slalom speciale
| Pos. | Atleta            | Nazione       | Tempo   |
| ---- | ----------------- | ------------- | ------- |
| 1    | Aita Camastral    | Svizzera      | 1:26,16 |
| 2    | Christina Ammerer | Germania      | 1:27,54 |
| 3    | Jessica Walter    | Liechtenstein | 1:27,75 |
| 4    | Karen Persyn      | Belgio        | 1:27,97 |
| 5    | Rabea Grand       | Svizzera      | 1:28,23 |
| 6    | Miriam Gmür       | Svizzera      | 1:28,24 |
| 7    | Eva-Maria Brem    | Austria       | 1:28,48 |
| 8    | Sandra Gini       | Svizzera      | 1:28,50 |
| 9    | Stefanie Köhle    | Austria       | 1:28,56 |
| 10   | Jessica Pünchera  | Svizzera      | 1:28,57 |

Data: 25 marzo

#### Combinata
| Pos. | Atleta           | Nazione  |
| ---- | ---------------- | -------- |
| 1    | Andrea Dettling  | Svizzera |
| 2    | Miriam Gmür      | Svizzera |
| 3    | Jessica Pünchera | Svizzera |